# Brány Skeldalu: 7 mágů
Brány Skeldalu: 7 mágů je třetí díl české herní série od Napoleon Games. Vyšel 1. března 2016. Podobně jako předchozích dílů, Brány Skeldalu a Brány Skeldalu 2: Pátý učedník, jde o RPG s tahovými souboji.
Hra byla nejprve vydána jako Early Access na platformě Steam. Vydání plné verze se dočkala 24. června 2016 a o 4 dny později také vyšel jediný patch, poté byla hra vývojáři opuštěna, přestože dosud obsahuje množství chyb.

## Hratelnost
Hratelností se jedná o návrat k prvnímu dílu. Hra je Dungeon RPG, kde hráč prochází světem a hledá 6 mágů z nichž vytváří družinu. Cílem je porazit zlé čaroděje terorizující vesničany. Hráč přitom musí bojovat s různými monstry a využívat přitom magických schopností svých postav. Prostředí, jimiž si projde, jsou různá. Lze narazit i na vodní prostředí, ale také ohnivé.